# .hack//Sign
.hack//Sign (jap. ドットハック サイン dotto hakku sain) – anime stworzone przez Kōichiego Mashimo i wyprodukowane przez studia Bee Train i Bandai Visual. Za projekt postaci odpowiedzialny jest Yoshiyuki Sadamoto, pracujący wcześniej m.in. nad serią Evangelion. Seria składa się z 26 odcinków podstawowych oraz 3 odcinków specjalnych wydanych na DVD (OVA), zatytułowanych kolejno Intermezzo, Unison oraz Gift. Anime to obejmuje jedną z czterech linii fabularnych franczyzy .hack.

## Fabuła
The World (Świat) to nietypowa gra, w którą gra ponad 200 mln osób. Głównym bohaterem jest Tsukasa, który nie może się wylogować – obudził się w sieci i musi kontynuować grę. Z czasem spróbuje przy pomocy przyjaciół opuścić grę.

## Muzyka
Wydano dwie płyty z  muzyką z .hack//SIGN. Pierwszą przygotowała Yuki Kajiura, drugą Kōichi Mashimo.

### .hack//SIGN – CD1
1. Yasashii Yoake (TVsize)
2. The World
3. Kiss
4. Key of the Twilight
5. Valley of Mist
6. Where the Sky is High
7. Fake Wings
8. Interlude
9. Fear
10. Aura
11. Before Dawn
12. Foreigners
13. B.T
14. A Stray Child
15. Sit Beside Me
16. Magic and Sword
17. A Bit of Happiness
18. Silent Life
19. Obsession (TVMix)

### .hack//SIGN – CD2
1. Open your heart
2. Smallest delight
3. Labyrinth
4. In the land of twilight, under the moon
5. In your mind
6. Bear
7. Echoes
8. Cyberslum
9. Strangers
10. Where you are
11. Limits
12. Broken wings
13. Mimiru
14. Useless chatting
15. Secret project
16. Say goodbye
17. To nowhere
18. End of the world
19. Das wandern
20. Open your heart&reprise